# Eftimie Antonescu
Eftimie Antonescu (n. 15 decembrie 1876, Pitești, România – d. 11 noiembrie 1957, București, România) a fost un jurist, judecător, procuror, rector și profesor universitar român. A fost secretar al delegației române la conferințele internaționale de drept de la Viena, Roma și Paris (I 920-1928); delegat la alte conferințe și congrese. A fost membru al delegației române la Conferința de Pace de la Paris ( 1919-1920), condusă de Ion I.C. Brătianu, în calitate de specialist în problemele juridice, împreună cu Constantin Antoniade și Mircea Djuvara. A obținut licența la Facultatea de Drept a Universității din București și doctoratul la Facultatea de Drept a Universității din Iași. A fost rector la Academia de Studii Economice din București.

## Distincții
- Ordinul Meritul Cultural în gradul de Cavaler cl. I, pentru școală (23 septembrie 1942)[2]